# Sedum anglicum
Sedum anglicum é uma espécie de planta com flor pertencente à família Crassulaceae. 
A autoridade científica da espécie é Huds., tendo sido publicada em Flora Anglica, Editio Altera 1: 196. 1778.

## Portugal
Trata-se de uma espécie presente no território português, nomeadamente em Portugal Continental.
Em termos de naturalidade é nativa da região atrás indicada.

## Protecção
Não se encontra protegida por legislação portuguesa ou da Comunidade Europeia.